# Burg Kreuzenstein

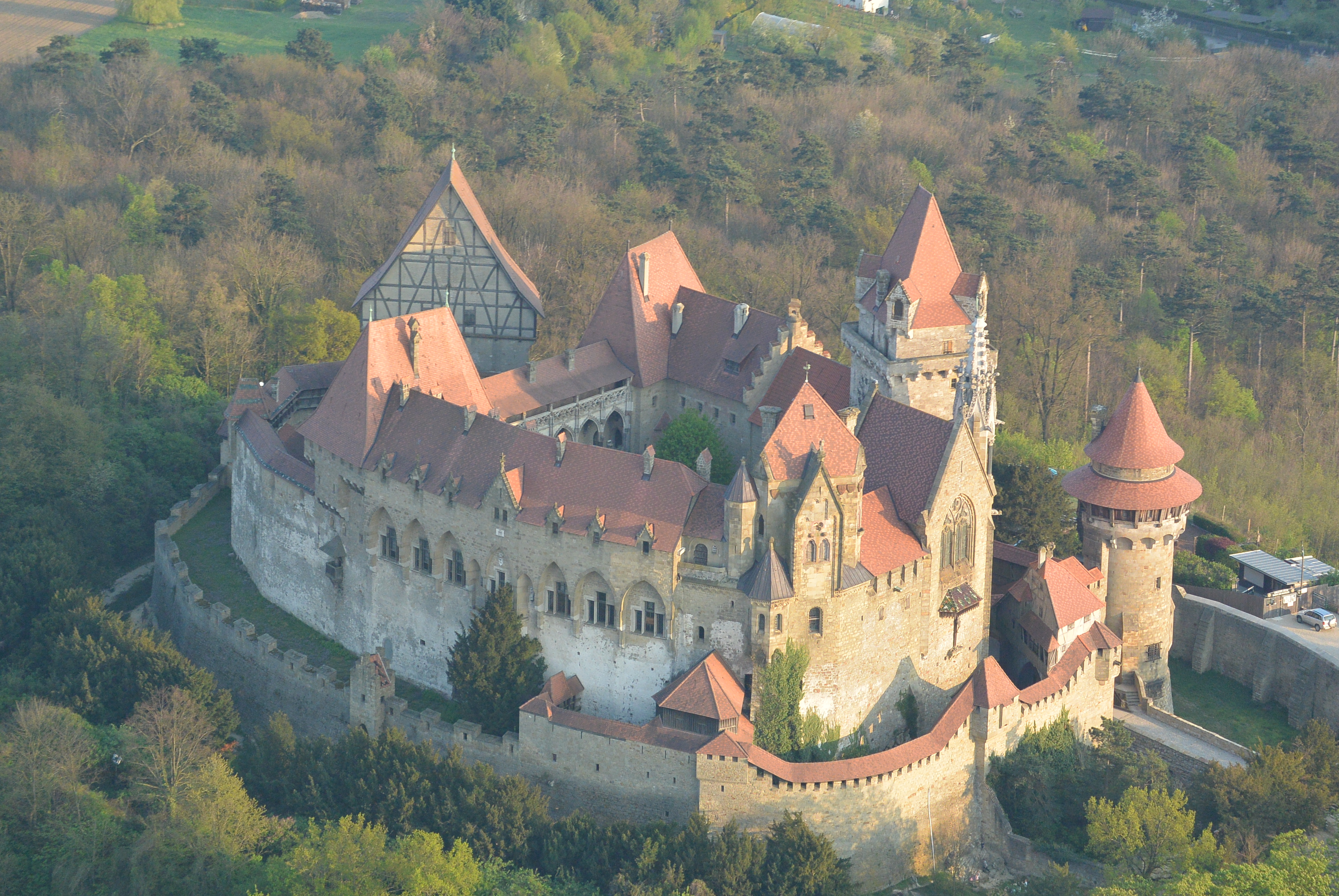
Vista aerea del castello

Il Burg Kreuzenstein è un castello situato vicino a Leobendorf nella Bassa Austria.

## Descrizione
Posto a 265 metri sul livello del mare, fu costruito sui resti di un antecedente castello altomedievale caduto in rovina e poi demolito durante la Guerra dei Trent'anni. Venne ricostruito nel XIX secolo dal conte Nepomuk Wilczek con i proventi delle grandi miniere di carbone della Slesia.

## Storia
L'origine del castello risale al XII secolo.